# 見当山サーキット
座標: 北緯34度45分4.73秒 東経136度29分24.51秒 / 北緯34.7513139度 東経136.4901417度

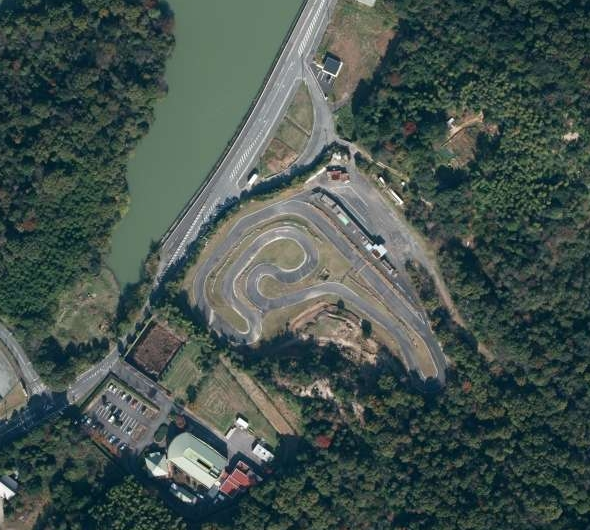
航空写真（2011年）。

見当山サーキット（けんとうやまサーキット）は、三重県津市にあるサーキット。カートやミニバイク用のロードコース（カートランド三重）とトライアルパークからなる。
2020年2月に営業を終了したが、コース自体は閉鎖されておらず、2021年1月時点でピット設備等は無くなっているもののコースは走行可能な状態だという。